# Pendanthura tanaiformis
Pendanthura tanaiformis är en kräftdjursart som beskrevs av Menzies och Peter W. Glynn 1968. Pendanthura tanaiformis ingår i släktet Pendanthura och familjen Anthuridae.
Artens utbredningsområde är Mexikanska golfen. Inga underarter finns listade i Catalogue of Life.